# Škoda 706 RTO
Škoda 706 RTO (русск. Шко́да семьсо́т ше́сть рто) — модель автобуса, выпускавшаяся компанией Karosa с 1958 по 1972. 

## История

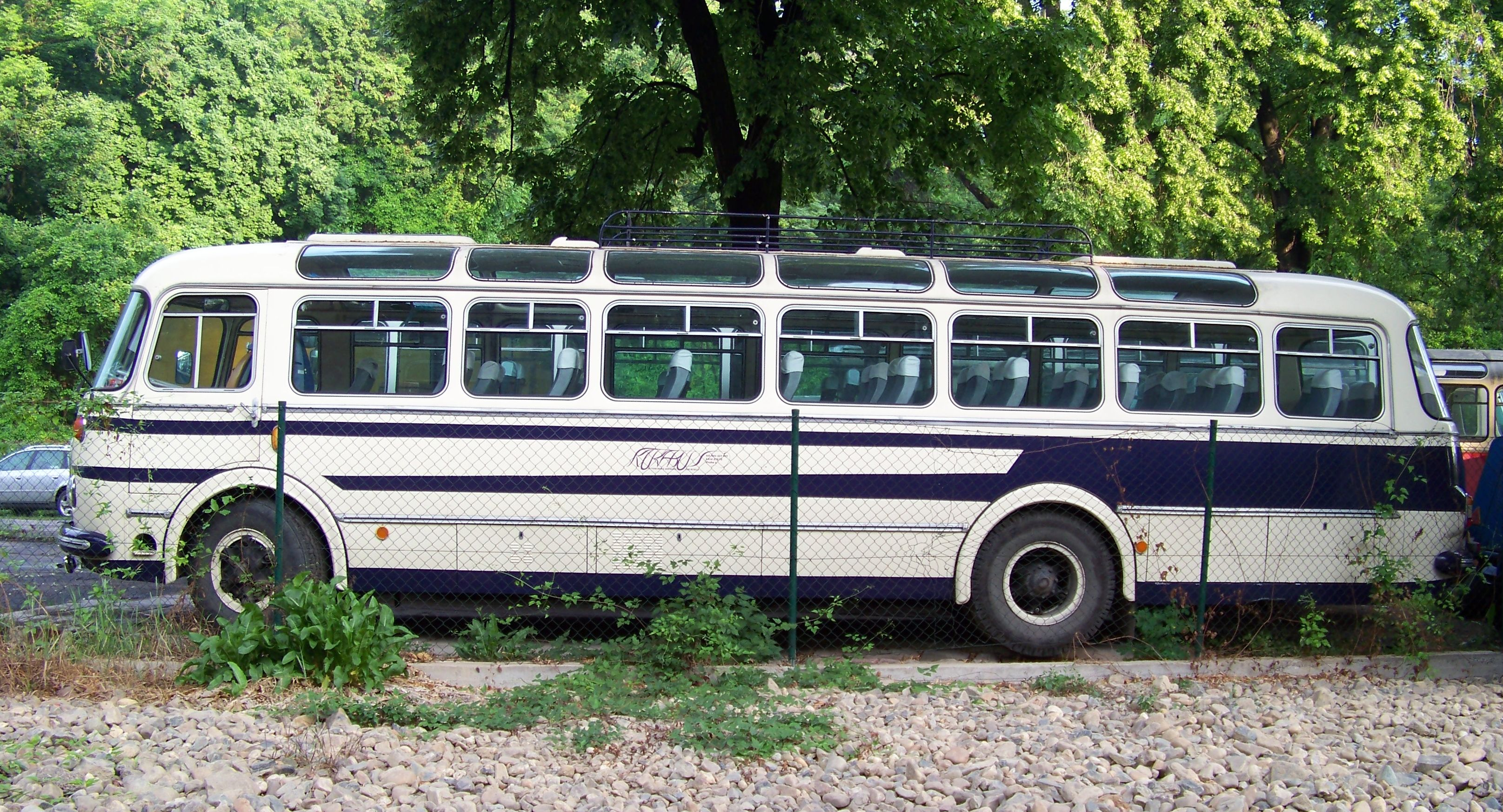
Škoda 706 RTO LUX. Вид сбоку.

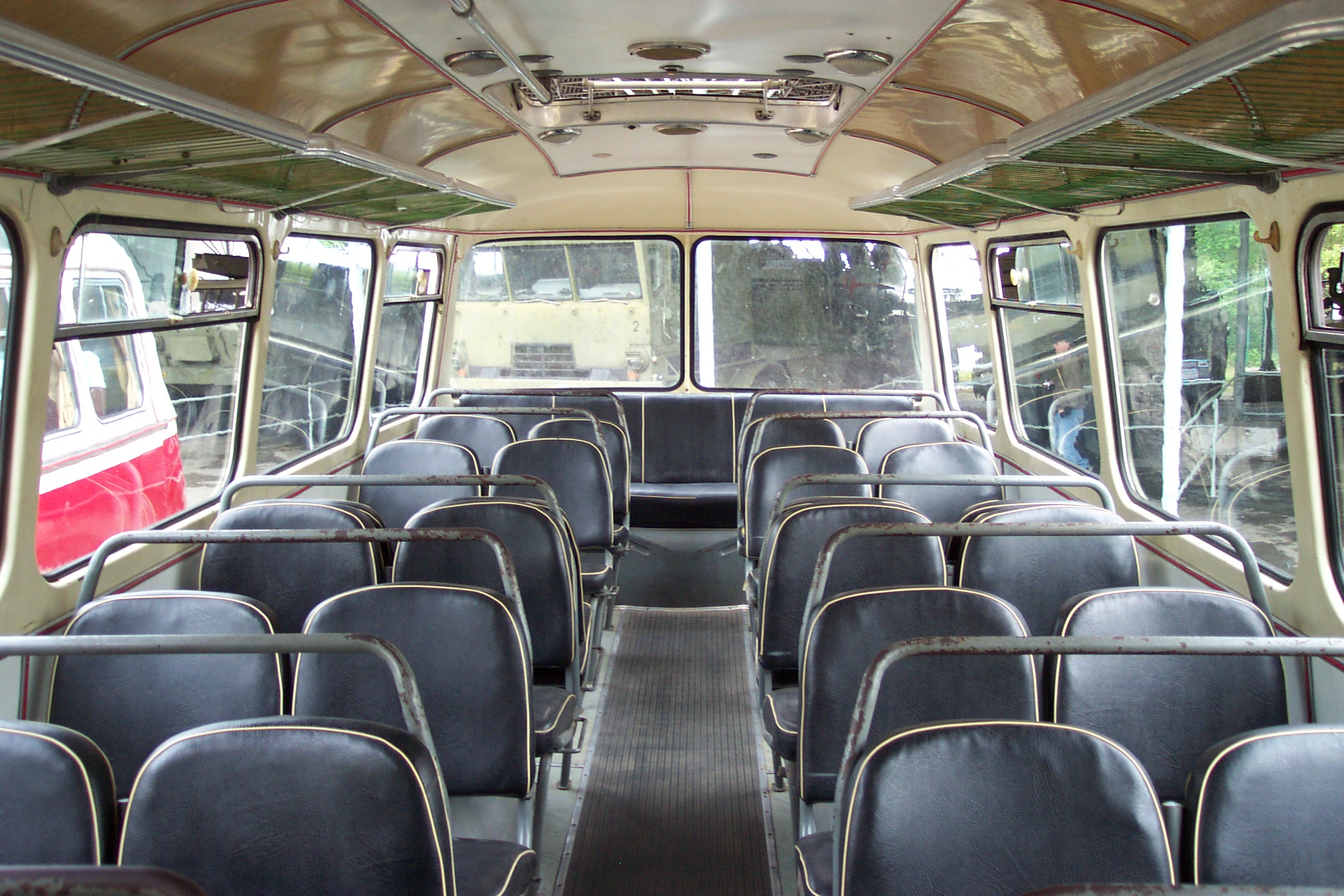
Салон Škoda 706 RTO KAR. Вид назад.

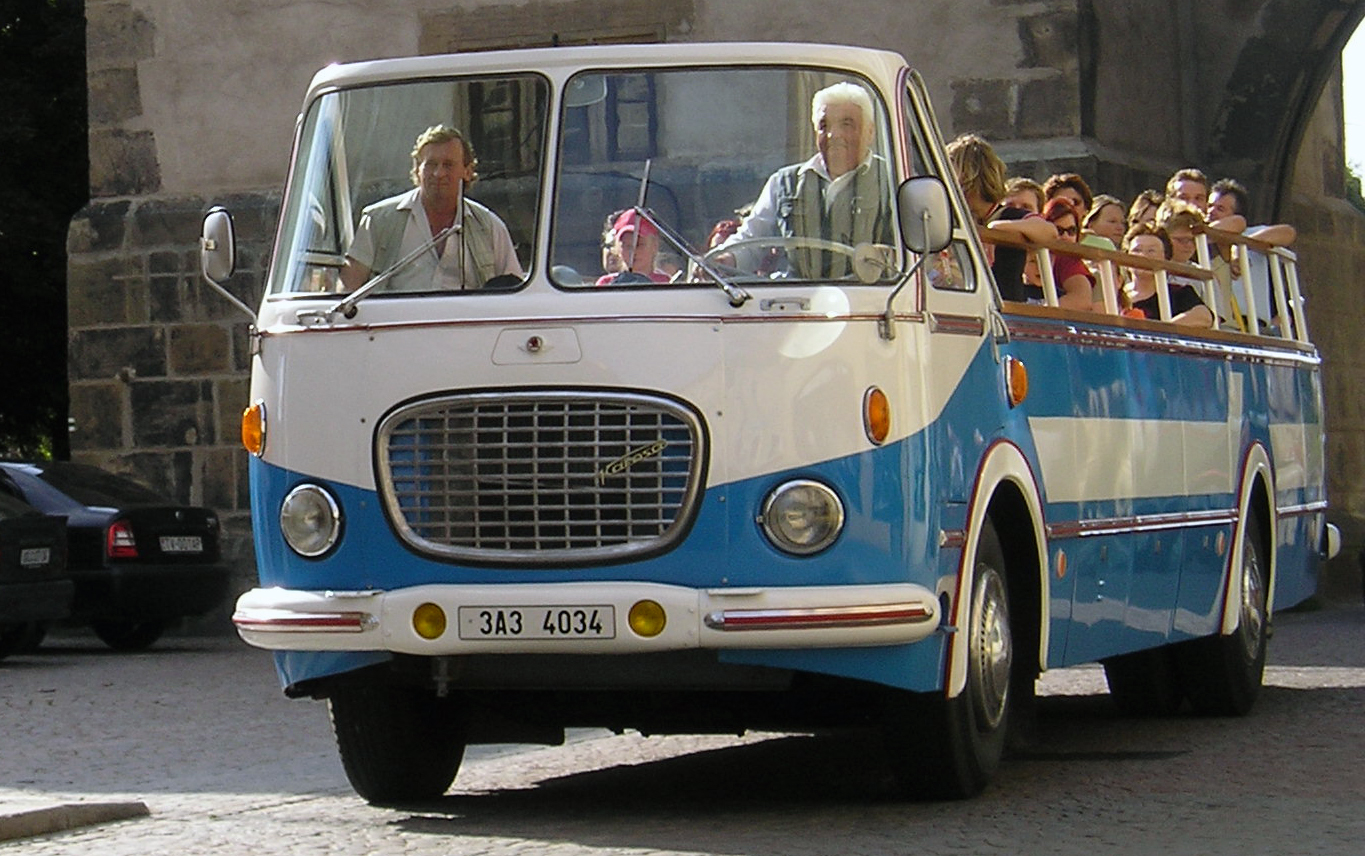
Экскурсионный Škoda 706 RTO, переделанный в кабриолет.

Первый прототип был построен ещё в 1952 году. 
В Чехословакии в производстве автобусов 706 RTO участвовали три компании: LIAZ (шасси), Skoda (двигатель) и Karosa (кузова и сборка). Модель 706 RTO выпускалась под маркой Škoda, поскольку в то время (середина 1960-х) всем автобусам, произведённым в Чехословакии, присваивались индексы в соответствии с фирмой-производителем двигателя.
Производство продолжалось до 1977 года. Позже на конвейере 706 RTO сменили автобусы серии Karosa Š. 
Эта модель также производилась по лицензии в Польше под маркой Jelcz и получила индекс Jelcz 272 и 041.

## Конструкция
Škoda 706 RTO из-за своих форм получил прозвище «яйцо» или «огурец». Автором дизайна является Отокар Диблик. Он также является автором люксовой версии 706 RTO, которая была специально создана для Экспо 58 в Брюсселе. Люксовая версия была рассчитана на 24 сидячих пассажиров, в салоне был установлен телевизор, а в задней части имелась кухня и туалет.

### Двигатель
На автобусе был установлен шестицилиндровый дизельный двигатель с непосредственным впрыском. Благодаря увеличению объёма двигателя до 11,3 литра, двигатель стал выдавать 117,6 кВт мощности при 1900 об/мин. Сам двигатель расположили над передней осью. Также было установлено сухое двухдисковое сцепление, пятиступенчатая механическая коробка передач и дифференциал на заднюю ось. Все это способствовало увеличению максимальной скорости автобуса до 85 км/ч.

### Кузов
Ветровое стекло, выполненное в виде двухсекционного панорамного экрана, было аналогично заднему. В автобусе были использованы две независимые друг от друга системы отопления: одна передавала тепло от двигателя в салон, другая работала на дизельном топливе. Для вентиляции в крыше автобуса были предусмотрены два больших люка. Багаж пассажиров вмещали полки над сиденьями. Для перевозки крупного багажа были предназначены специальные багажники на крыше.

## Варианты исполнения
Автобус Škoda 706 RTO производился в четырёх вариантах:
- MTZ — городской автобус предназначенный для использования внутри страны. На этой модели устанавливали две двустворчатых двери с электроприводом. Модификация MTZ поставлялась во все транспортные компании в Чехословакии. Некоторые автобусы (по выбору заказчика) оснащались дополнительным местом кондуктора.
  - Вместимость: от 20 до 39 сидячих мест (компоновка 2+1 или 2+2) и 43 до 58 стоячих мест.
  - Габаритные размеры: длина 10810 мм, ширина 2500 мм, высота 2900 мм.
  - Масса: собственная 8590 кг, грузоподъемность 5810 кг, полная 14400 кг.
  - Максимальная скорость: 65 км/ч
  - Расход топлива: 20 л/100 км
- MEX — городской автобус, предназначенный для экспорта. Модификация MEX не слишком отличается от МТZ. Различия были только в деталях (например для автобусы предназначенные для экспорта на Кубу устанавливали более массивные бампера)
- КАR — версия для регулярных пригородных или междугородных (малой дальности) перевозок. На автобусах этой модели устанавливалась одна двух- или четырёхстворчатая дверь с электроприводом, В салоне устанавливались мягкие сидения обтянутые искусственной кожей. На креслами были размещены сетки для перевозки ручной клади. Для более габаритного багажа, на крыше, были установлены специальные багажники. KAR — самая массово производимая модификация модели 706 КTO.
  - Вместимость: 42+2 сидячих (компоновка 2+2) и 38 стоячих мест.
  - Габаритные размеры: длина 10810 мм, ширина 2500 мм, высота 3180 мм.
  - Масса: собственная 8700 кг, грузоподъемность: 5700 кг, полная: 14400 кг.
  - Максимальная скорость: 75 км/ч.
  - Расход топлива: 26 л/100 км.
- LUX — междугородный автобус, предназначенный для использования на дальних внутренних и международных рейсах. Имеет одну распашную дверь. В салоне расположены комфортабельные сиденья с подушками, откидывающимися спинками и подлокотниками. Над сидениями расположены сетки для ручной клади. Сами сиденья обтянуты мягким кожзаменителем. На окнах имеются шторы. Также автобус имел панорамное остекление вдоль бортов.
  - Вместимость: 38+2 сидячих мест.
  - Габаритные размеры: длина 10810 мм, ширина 2500 мм, высота 2980 мм.
  - Масса: собственная 8950 кг, грузоподъемность: 3850 кг, полная: 12800 кг.
  - Максимальная скорость: 85 км/ч.
  - Расход топлива: 23 л/100 км.

По специальным заказам выпускались также нестандартные варианты автобуса и специальные машины на его базе (так, в 1976 году для Олимпиады 1980 года был изготовлен радиотрансляционный автобус "Шкода-706").

## Прицеп

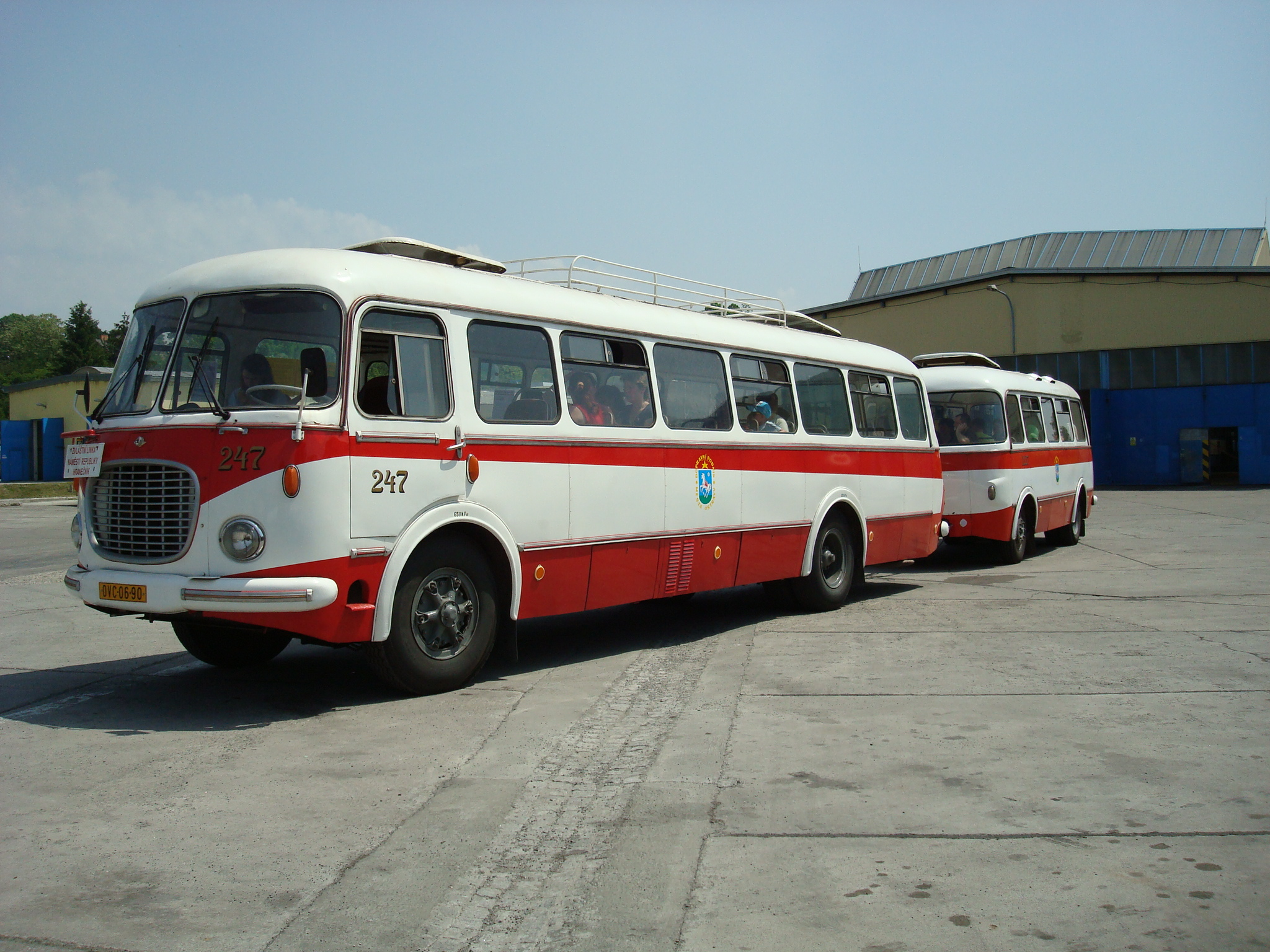
Škoda 706 RTO KAR и польский прицеп Jelcz P-01E

В 1961 году был представлен пассажирский прицеп Karosa NO 80 выполненный на базе автобуса Škoda 706 RTO. Серийно прицеп не производился. Однако в серийном производстве находился другой прицеп — польский Jelcz P-01, который также использовался в Чехословакии.

## Галерея

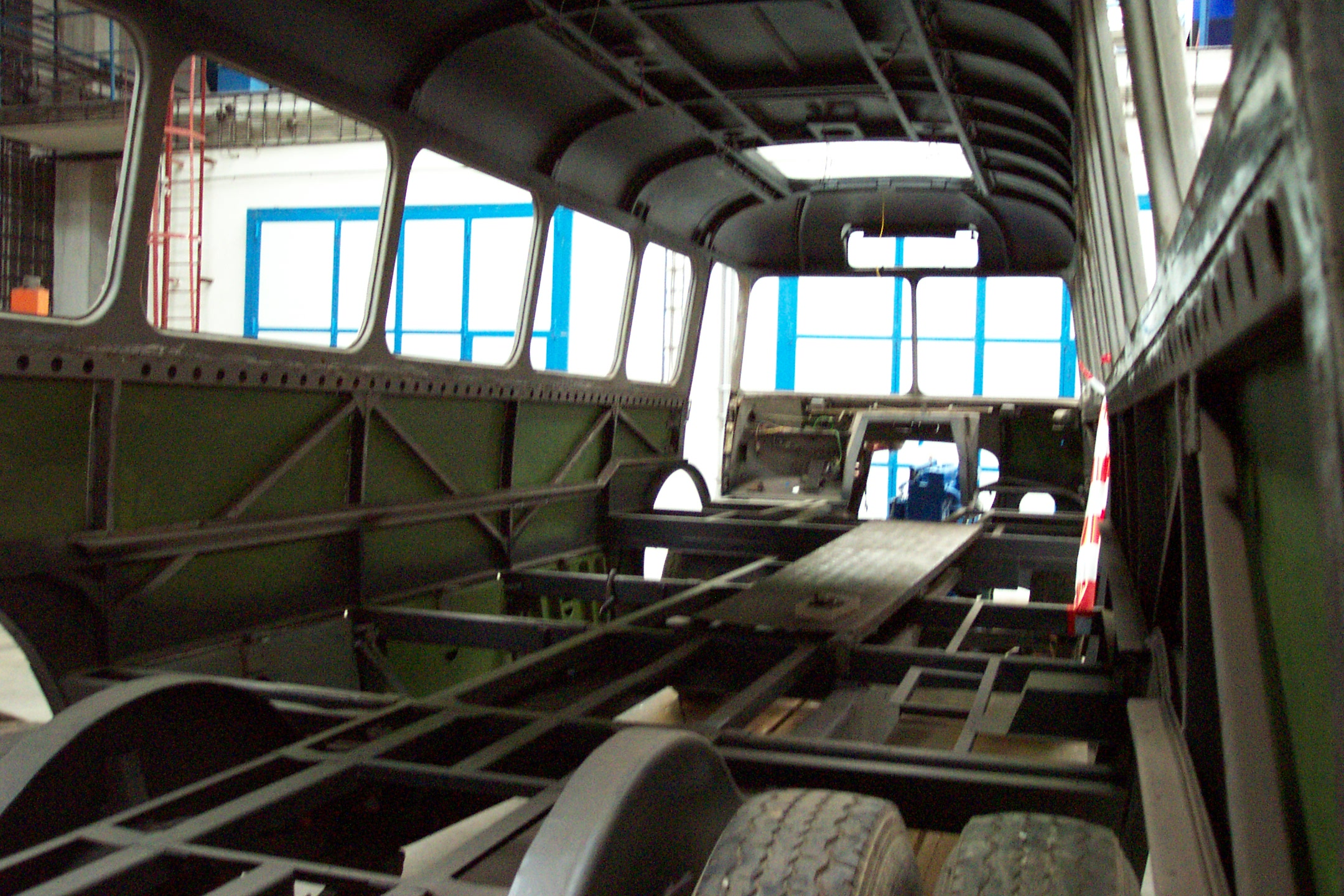
Škoda 706 RTO MEX. Кузов и шасси.
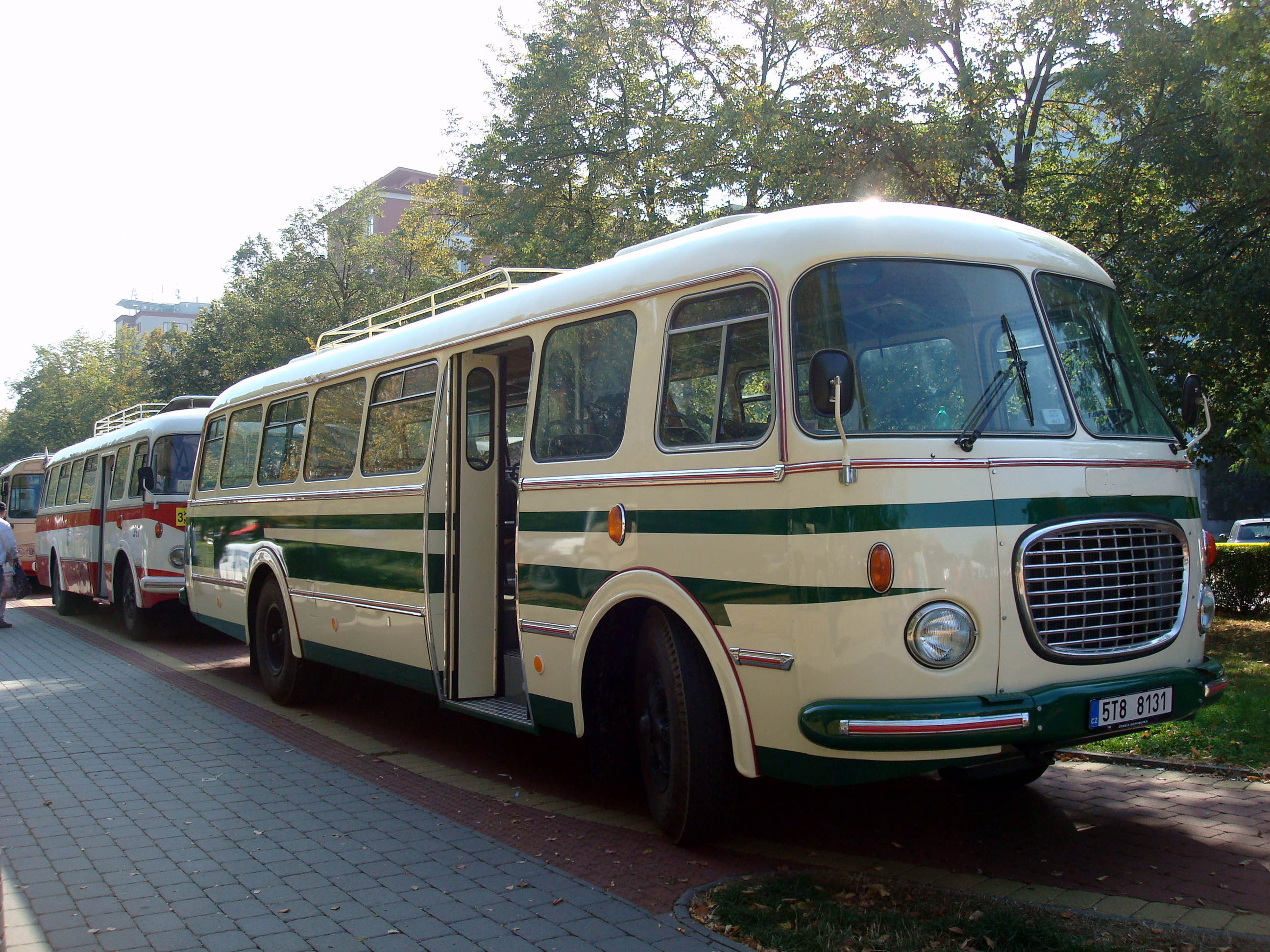
Škoda 706 RTO KAR
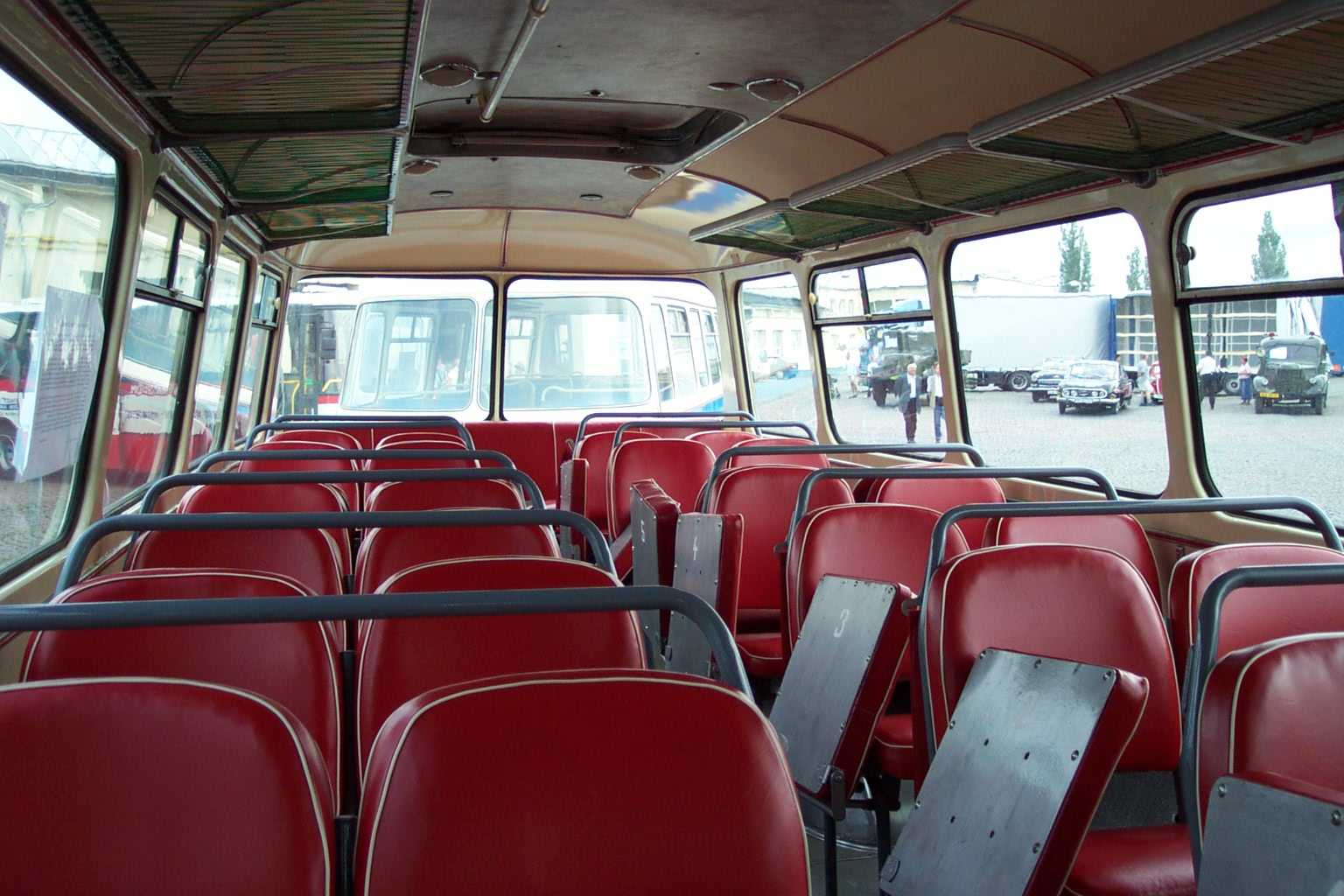
Škoda 706 RTO KAR, Салон. Вид назад.
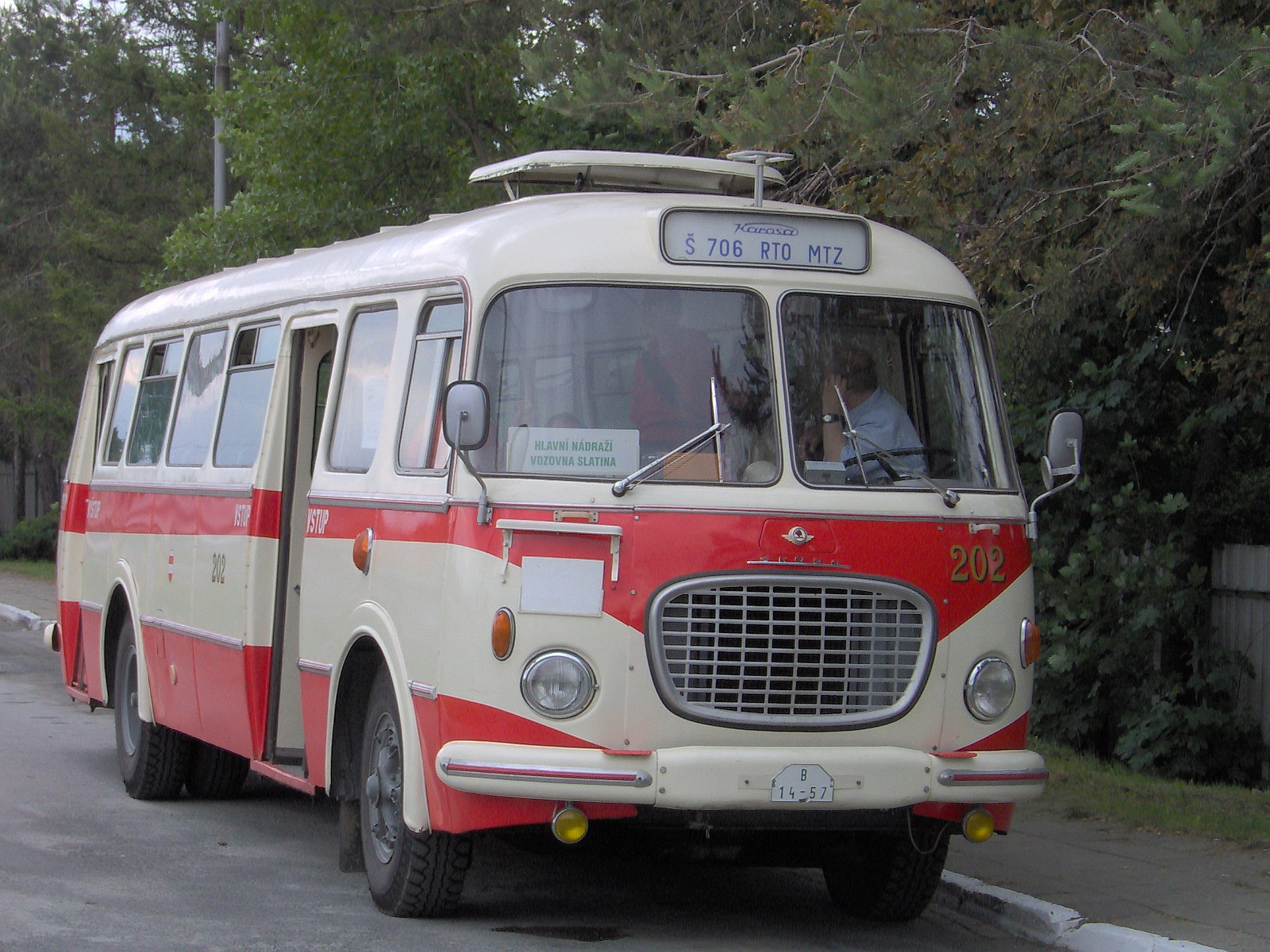
Škoda 706 RTO MTZ. Вид спереди.
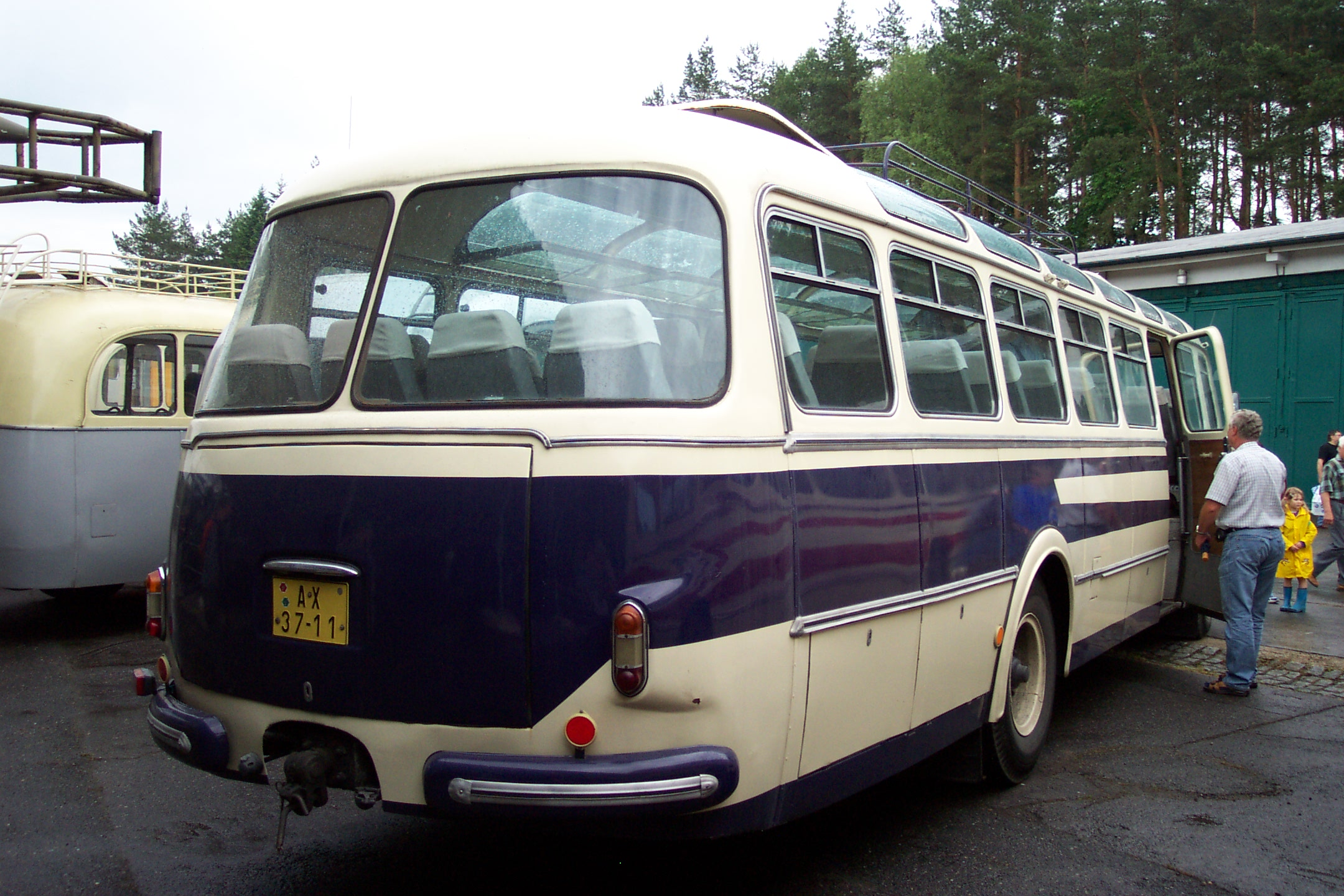
Škoda 706 RTO LUX. Вид сзади.
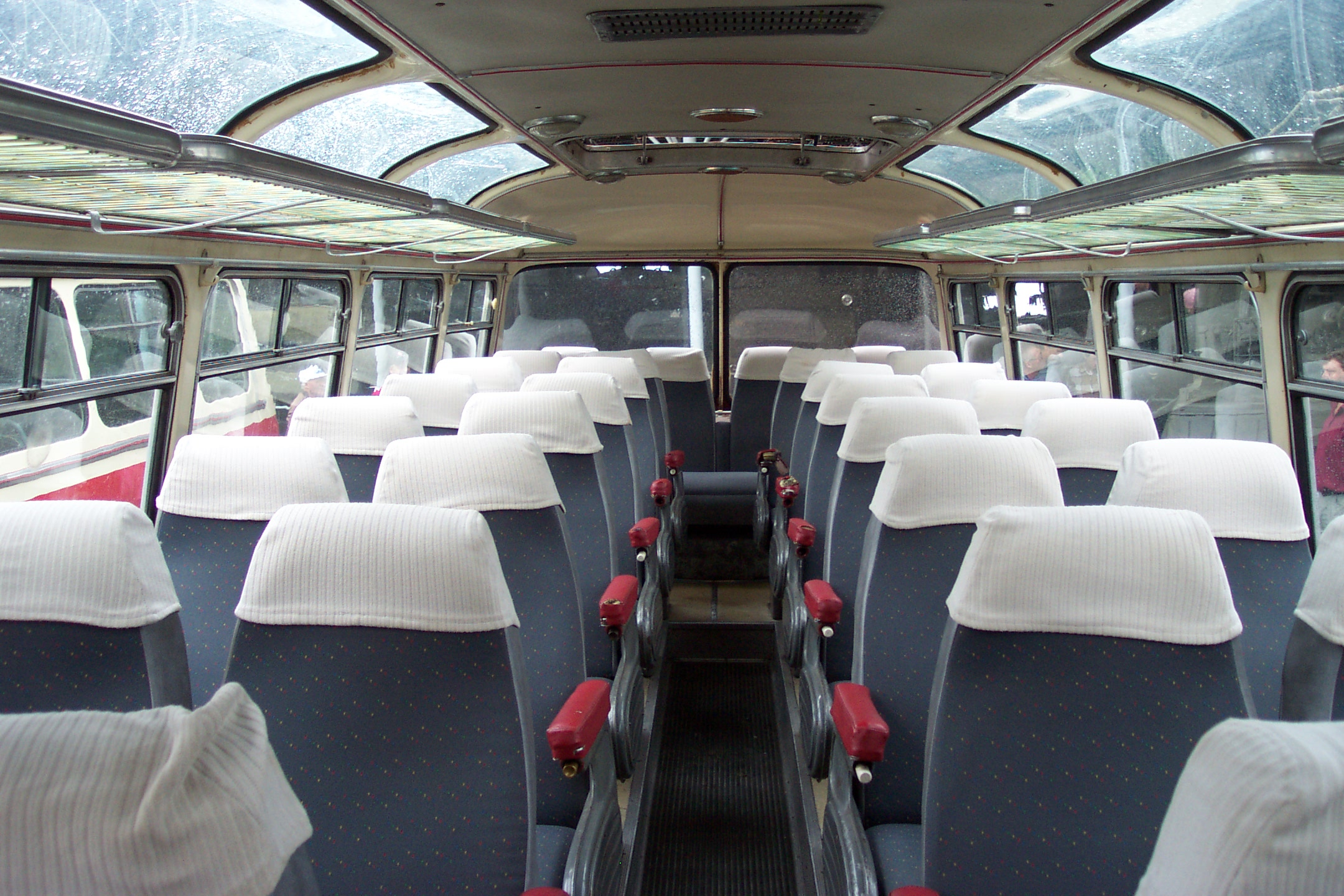
Škoda 706 RTO LUX. Салон. Вид назад.
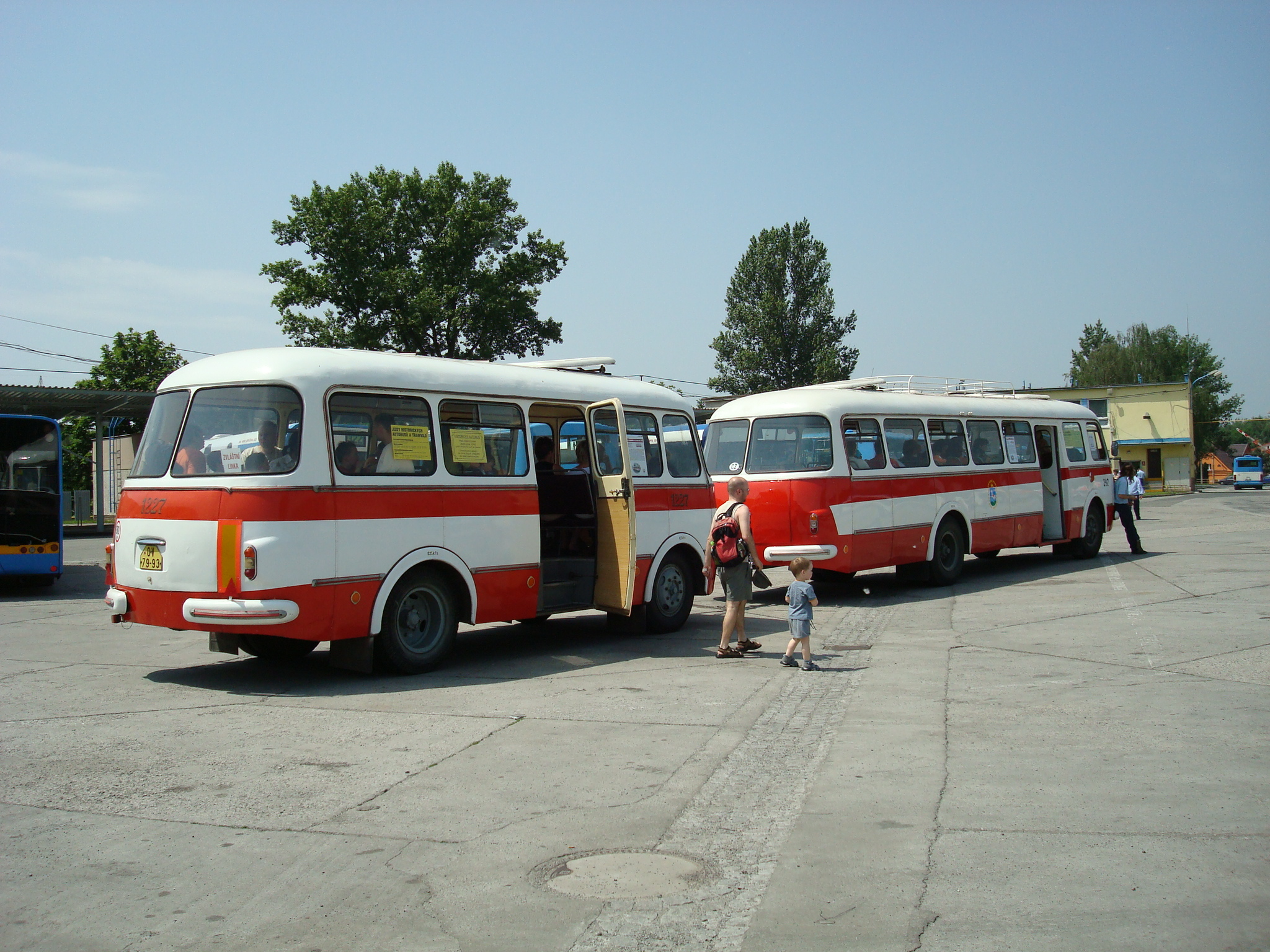
Škoda 706 RTO KAR с польским прицепом Jelcz P-01
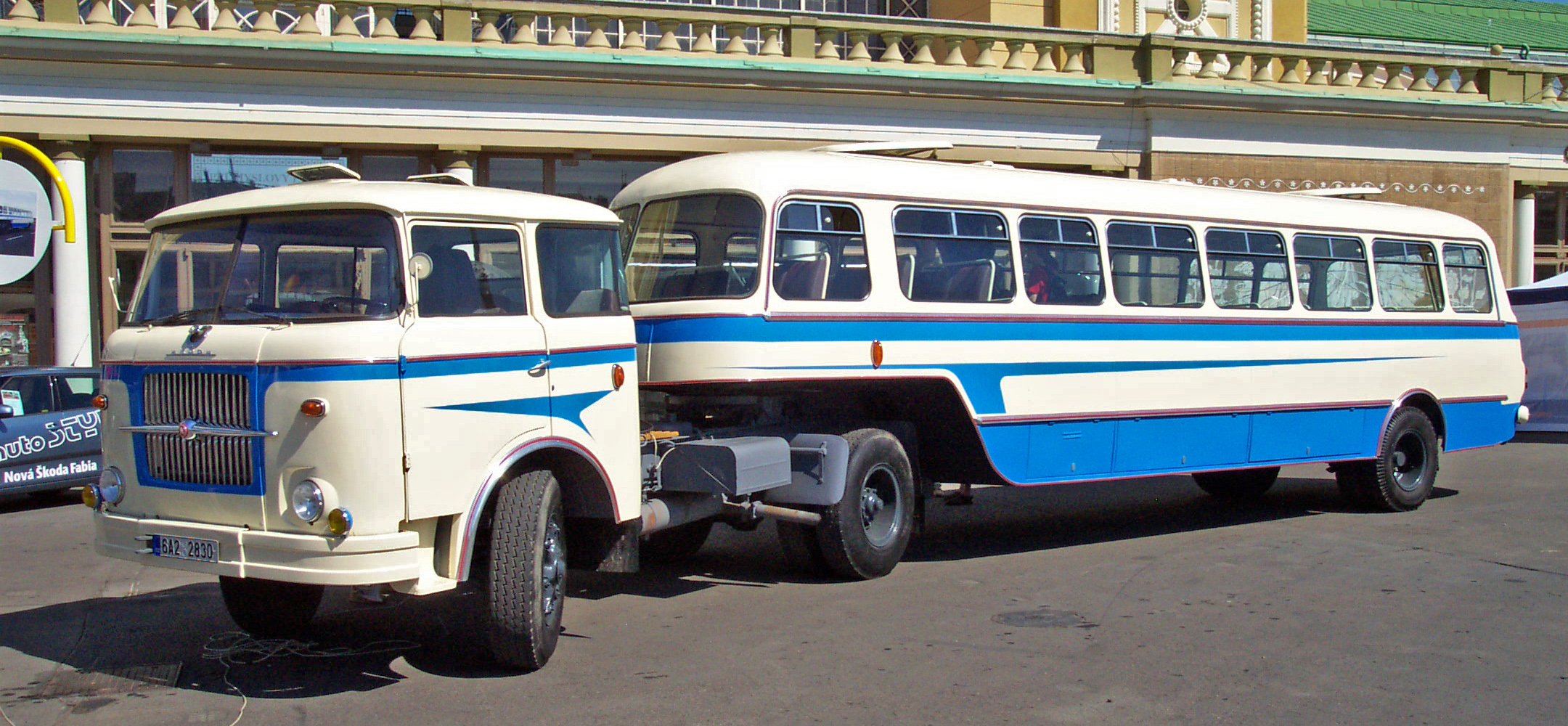
Прицеп Karosa NO 80 выполненный на базе кузова Škoda 706 RTO.